# Indus-Ganges-Brahmaputra-Ebene

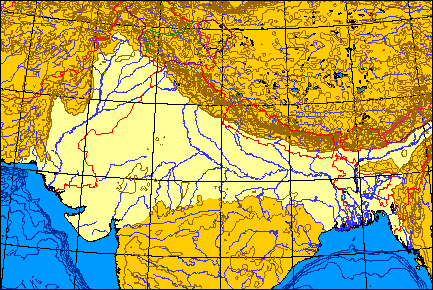
Karte der Indus-Ganges-Brahmaputra-Ebene

Die Indus-Ganges-Brahmaputra-Ebene (Indus–Ganga–Brahmaputra Plain oder Indo-Gangetic Plain) ist eine große Schwemmebene südlich des Himalayas, in die der Indus (Indo), der Ganges (Ganga) und der Brahmaputra abfließen. Der Himalaya ist das Quellgebiet dieser Flüsse. Die Ebene wird nach ihnen benannt und ist ein ca. 700.000 Quadratkilometer großes Gebiet, das die nördlichen Bereiche Indiens komplett überdeckt sowie etwa der Hälfte von Pakistan, praktisch ganz Bangladesch und die südlichen Ebenen von Nepal. Der südliche Rand der Ebene wird durch das Deccan-Plateau markiert. Im Westen erhebt sich das iranische Hochland. Viele Städte wie Delhi, Dhaka, Kalkutta, Lahore und Karachi liegen in diesem Gebiet.
Diese Schwemmebene ist ein mit Alluvialboden gefülltes Vorlandbeckensystem auf der Lithosphäre der Indischen Platte, als diese unter die Eurasische Platte während der Kollision beider nach unten gedrückt wurde. Die Indus-Ganges-Brahmaputra-Ebene bildet eine große geomorphologische Provinz des indischen Subkontinents. Dort haben sich im Laufe des Tertiärs mehrere Kilometer mächtige Sedimentablagerungen angesammelt, die hauptsächlich aus sandsteinartigen Gesteinen und Konglomeraten unterschiedlicher Zusammensetzung bestehen.

## Regionale Geologie

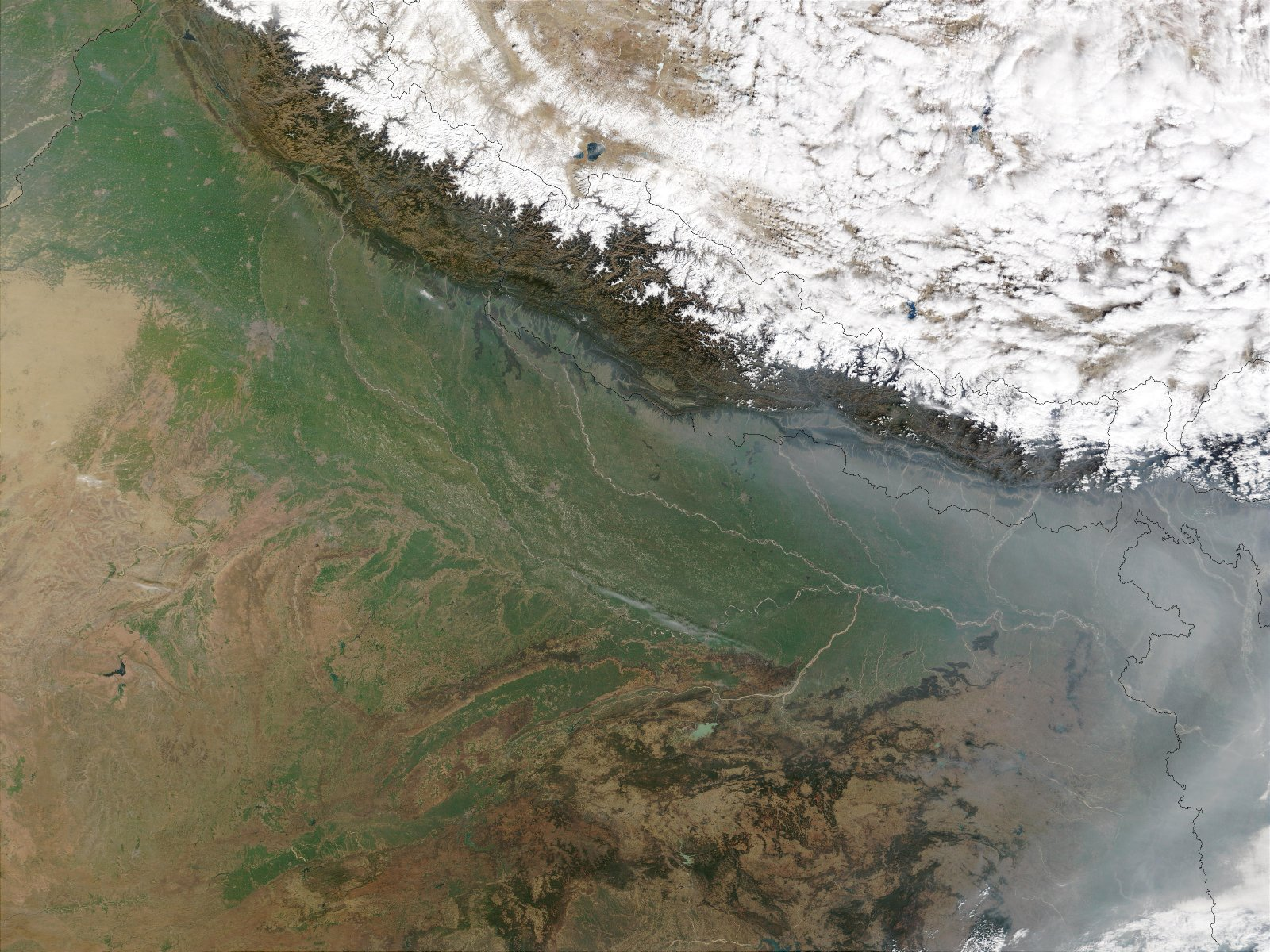
Satellitenaufnahme der Indus-Gangesa-Brahmaputra-Ebene mit dem südlichen Himalaya-Rand
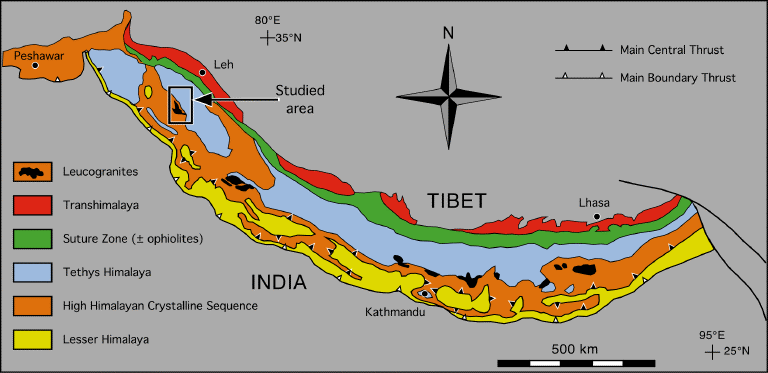
Tektonische Einheiten des Himalayas mit dem Main Frontal Thrust und dem Main Himalayan Thrust

Die Indus-Ganges-Brahmaputra-Ebene wird allseitig von unterschiedlichen geologisch-/tektonischen Einheiten begrenzt. Die nördliche Begrenzung bilden die Siwaliks. Sie bilden die äußerste Vorgebirgskette des südlichen Himalayas mit einer Länge von ca. 2400 km und einer Breite von 10 bis 50 km und schließen ihrerseits an den Main Frontal Thrust (Main Himalayan Thrust) an. Der Main Frontal Thrust definiert die Grenze zwischen dem Himalaya und seinen angrenzenden Ausläufern mit der Indus-Ganges-Brahmaputra-Ebene. Sie ist die jüngste und südlichste Überschiebungsstruktur an der Deformationsfront des Himalayas. Es handelt sich um einen Spreizungsast des Main Himalayan Thrust als Abscherung der Gebirgsbasis und ist an der Oberfläche gut ausgeprägt und kann auch vom Satelliten aus gesehen werden.

Verlauf der Siwaliks
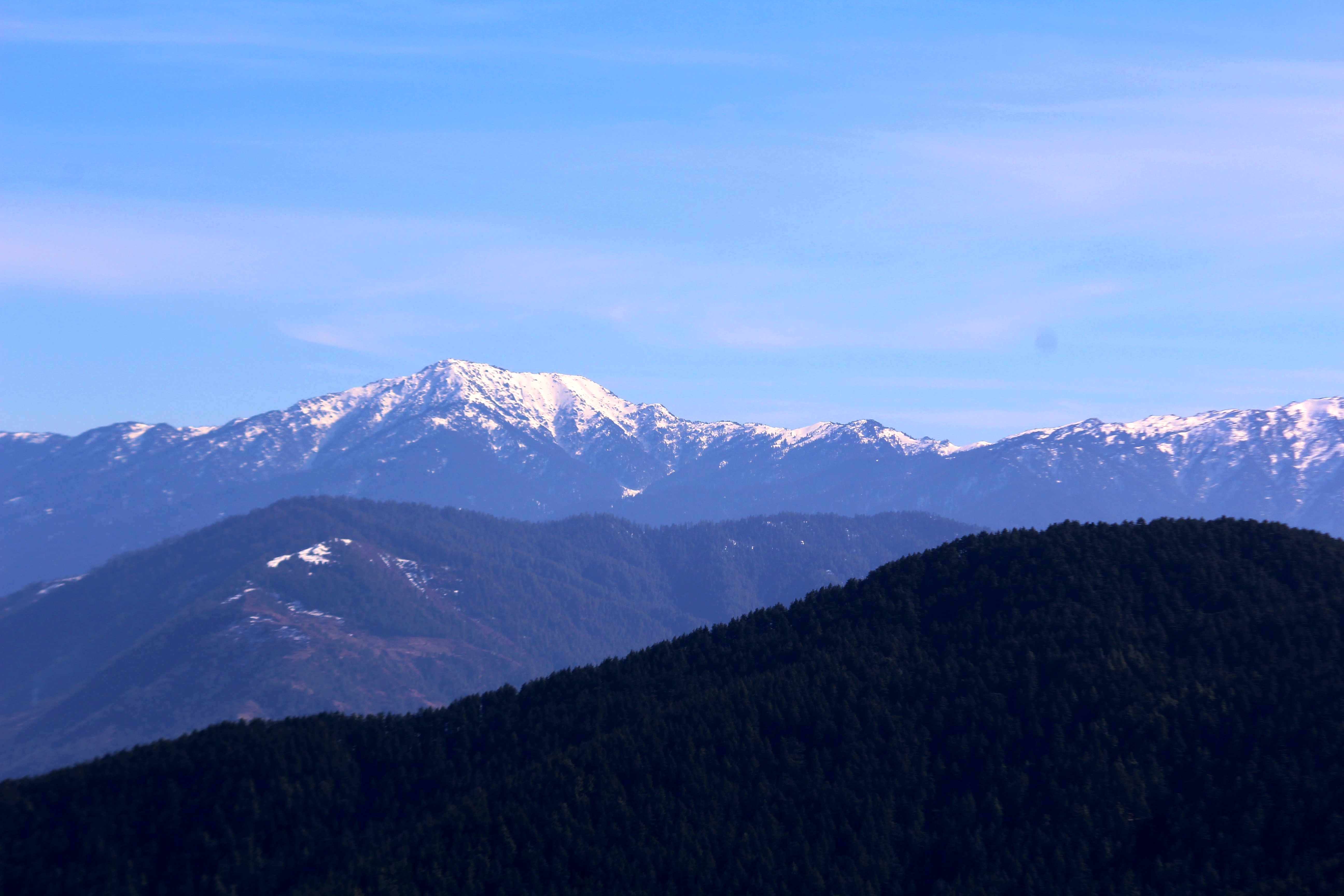
Der Churdhaar Peak ist der höchste Berg der Shivalik/Himachal Pradesh
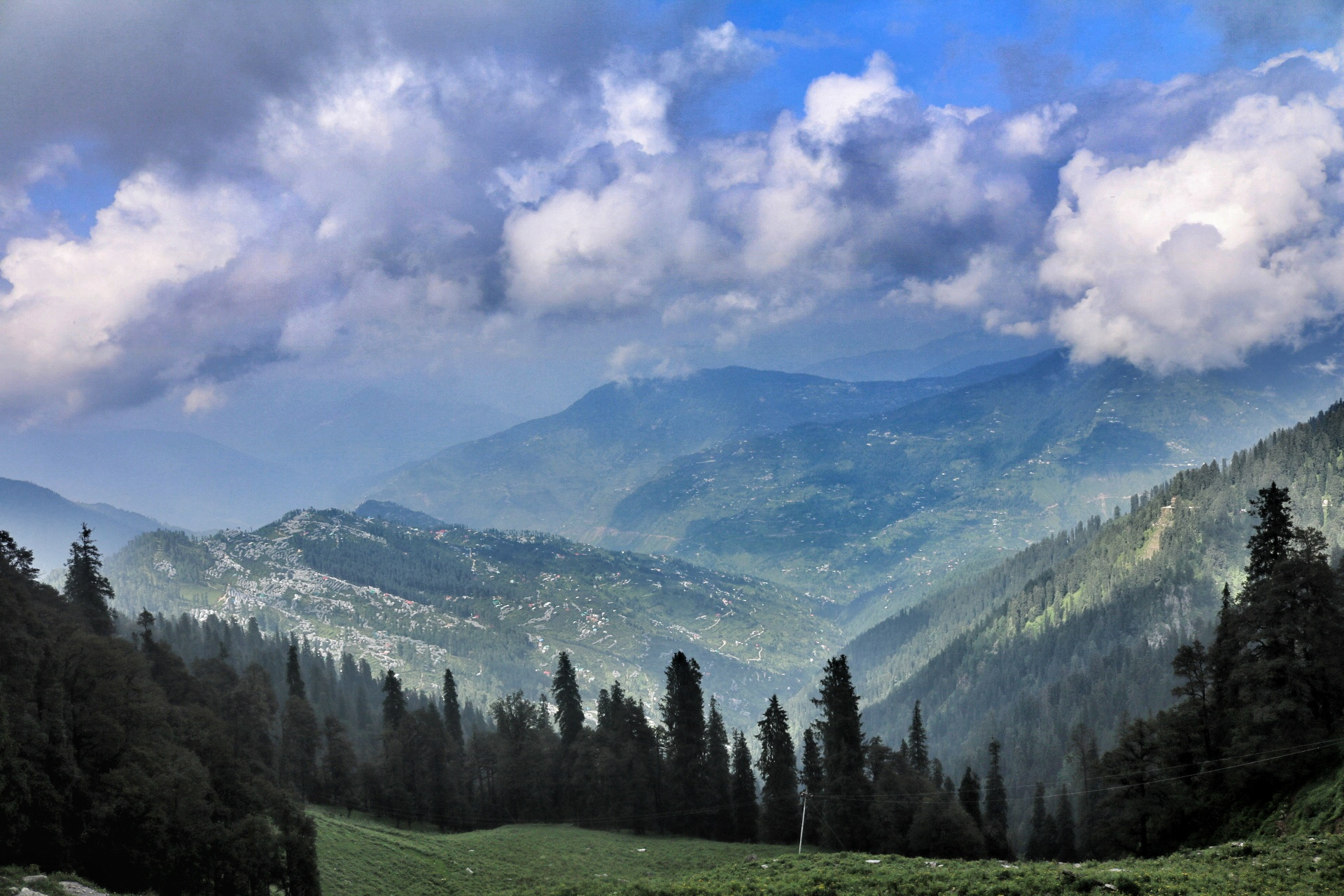
Bergkette in den Shivalik
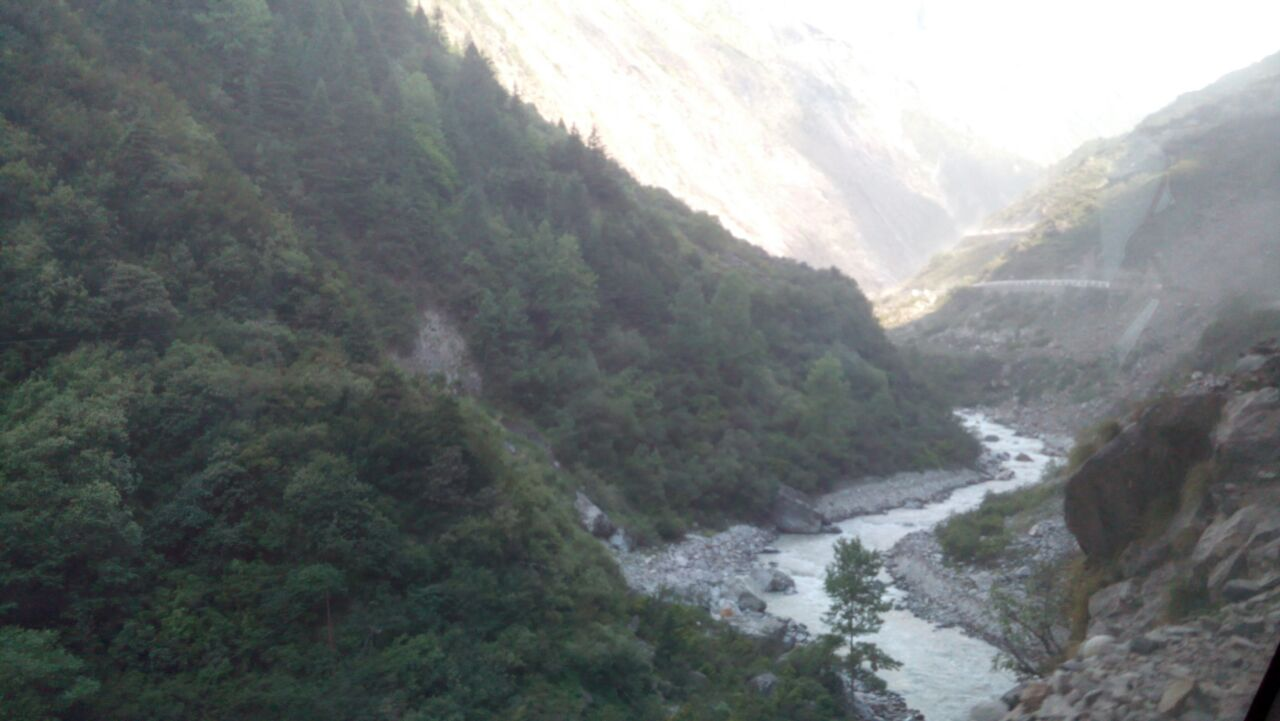
Gangesschlucht in den Shivalik

Die Siwaliks bestehen aus verfestigten detritischen Trümmern des Himalayas und sind schlecht konsolidiert. Messungen der Restmagnetisierung von Schluffsteinen und Sandsteinen weisen darauf hin, dass sie vor 16 bis 5,2 Millionen Jahren abgelagert wurden. Durch tektonische Einflüsse wurden diese zu den Siwalik-Bergen aufgefaltet, welche Höhen von 600 bis 1500 m erreichen. Markante Vorkommen des ältesten Teil der Shivaliks hat der Fluss Ghaghara in Nepal frei gelegt. Sie werden im Süden von dem Verwerfungssystem des Main Frontal Thrust begrenzt, mit steileren Hängen auf dieser Seite.

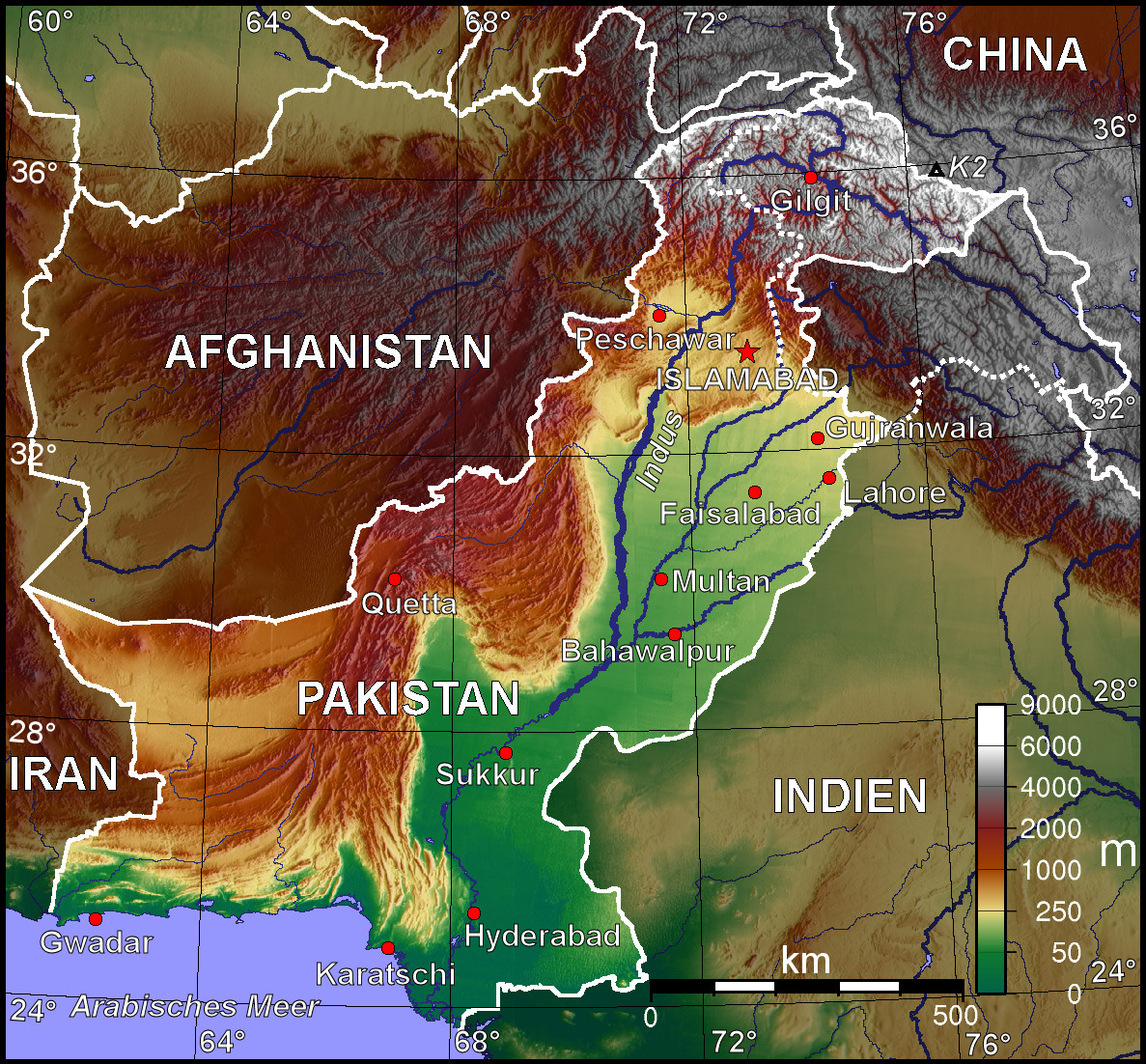
Topografische Karte Pakistans mit dem Indus-Becken
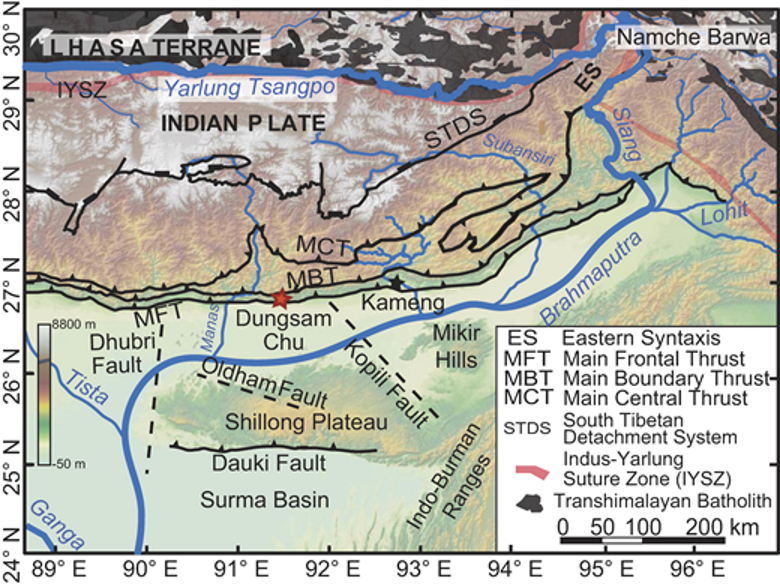
Lage des Shillong Plateaus und der Mikir Hills

Die Indus-Ganges-Brahmaputra-Ebene wird in drei Becken aufgeteilt. Im Westen liegt das Indus-Becken, im zentralen Bereich bildete sich das Ganges-Becken und östlich davon das Brahmaputra-Becken. Sie entstanden als tektonisch verursachte Depressionen während der Kollision der Indischen mit der Eurasischen Platte. Das Indus-Becken wird im Westen durch das pakistanische Hochland, im Osten durch die Wüste Thar und das Aravalligebirge vom Ganges-Becken getrennt. Dieses wird südwestlich vom Bundelkhand-Kraton und vom Vindhyagebirge begrenzt, während im Südosten der Chotanagpur-Gneissic Complex die Barriere bildet. Das Brahmaputra-Becken wird vom Shillong Plateau und den Mikir Hills begrenzt. Dieses Plateau hat den Paläo-Brahmaputra aus seinem ursprünglichen Verlauf in das heutige Flussbett verschoben. Danach vereinigen sich der Ganges und der Brahmaputra. Im äußersten Osten stößt das Brahmaputra-Becken an die Indo-Burma Ranges von Myanmar.

## Fossilien

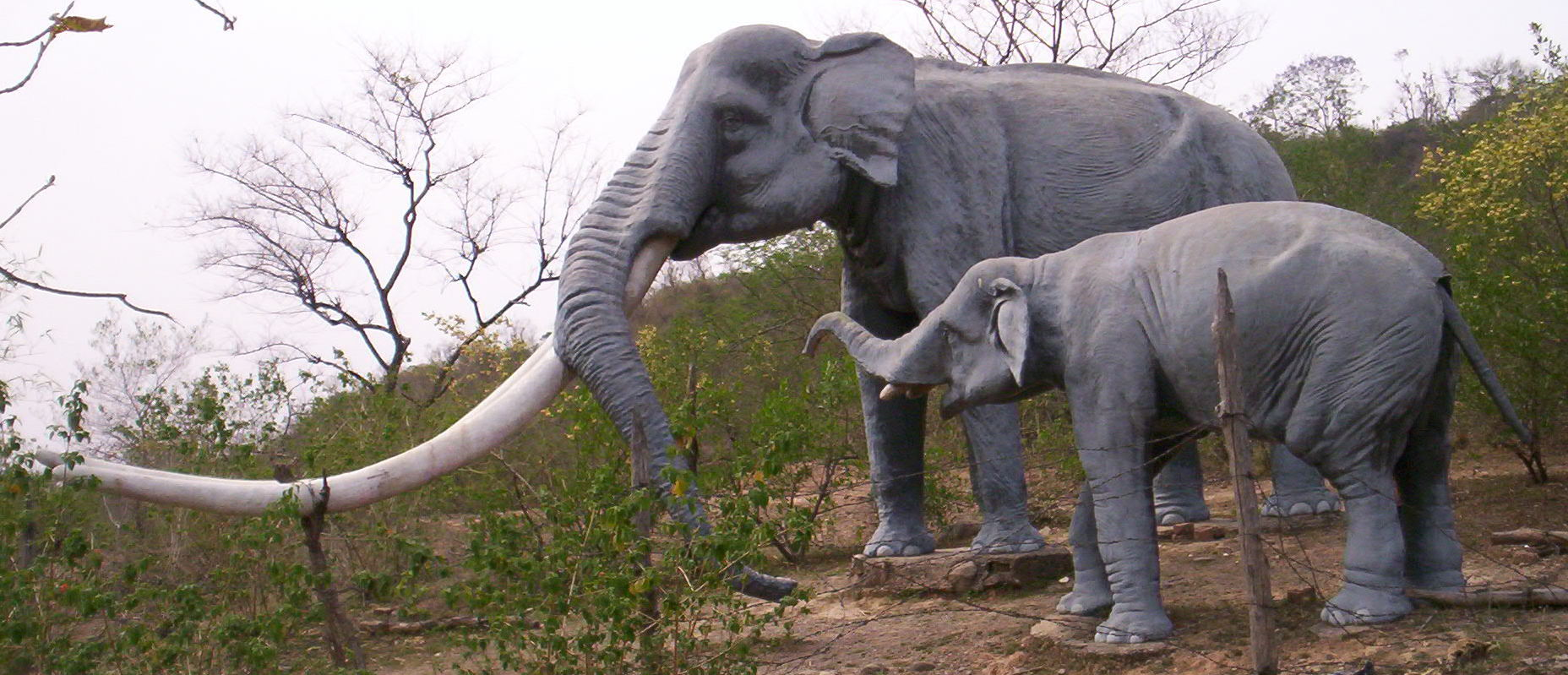
Lebensgroßes Modell des Stegodon aus den Siwalik
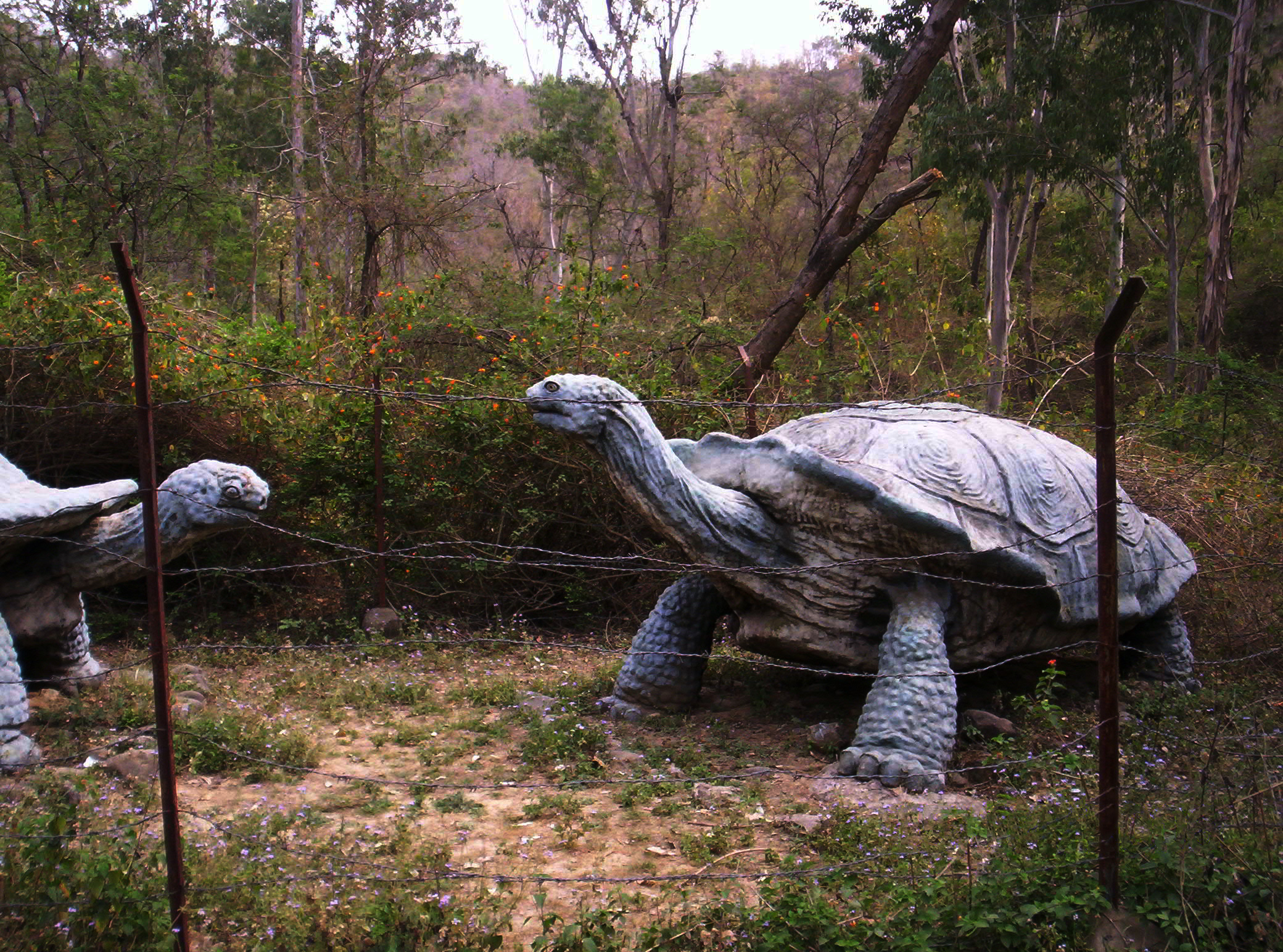
Lebensgroße Modelle der Atlasschildkröte (Megalochelys Atlas)
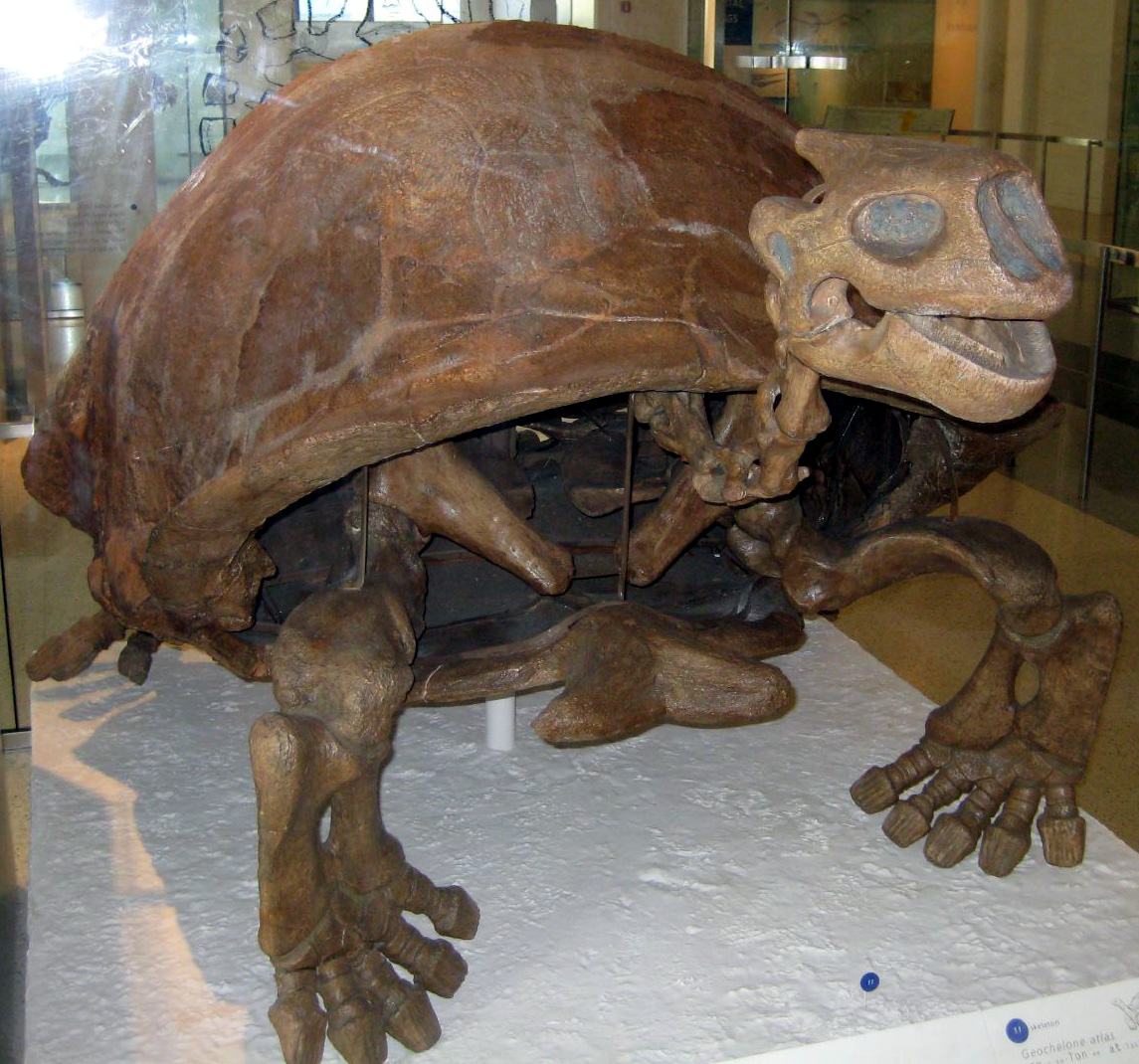
Skelettrekonstruktion der Atlasschildkröte
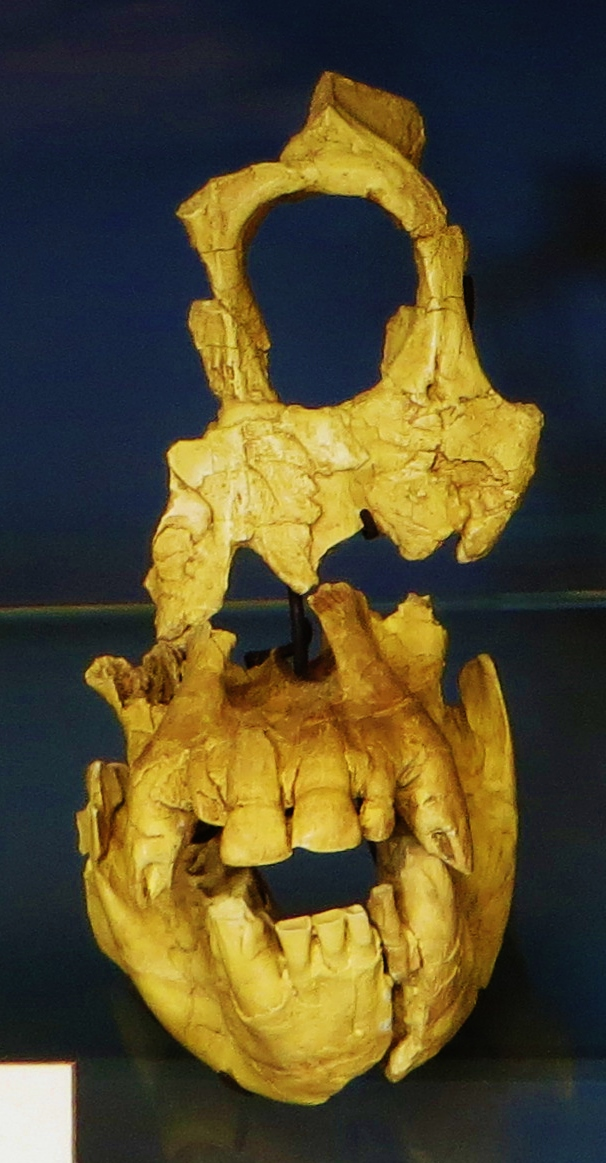
Schädelfragment des Affen Sivapithecus indicus
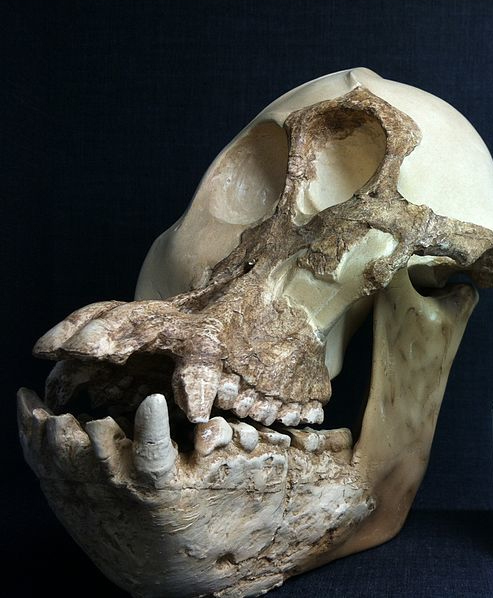
Schädelrekonstruktion des Menschenaffen Sivapithecus sivalensis
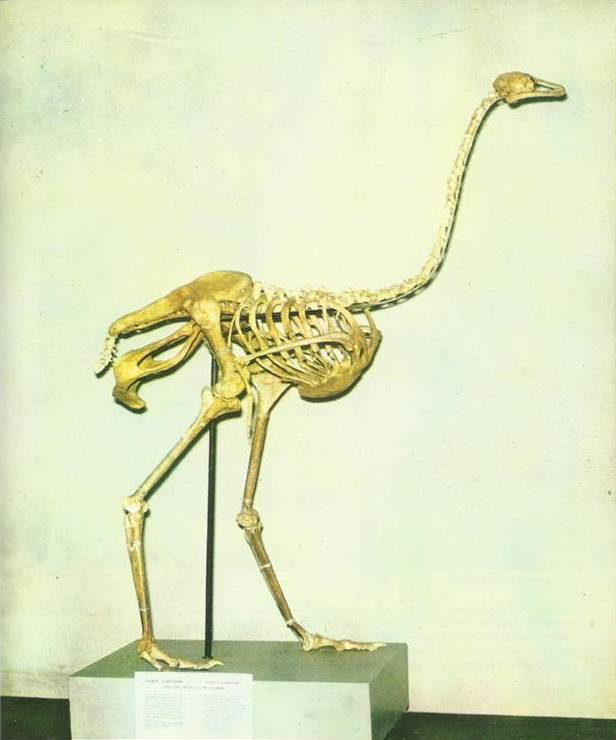
Skelett des Laufvogels Struthio asiaticus (Asian ostrich)

In den Sivalik wurden mehrere Fossilien gefunden, wie z. B. Stegodonten, die zu den Rüsseltieren zählen, Atlasschildkröten (Megalochelys sivalensis), ein Vertreter der Landschildkröten, der Menschenaffe Sivapithecus sivalensis, der Laufvogel Struthio asiaticus (Asian ostrich) sowie Equus sivalensis, ein Vertreter der Pferde und Hypselornis, ein krokodilähnliches Reptil.